# Sopot Festival 1997
Sopot Festival 1997 – 34. edycja festiwalu muzycznego odbywającego się w sopockiej Operze Leśnej. Festiwal odbył się 22 sierpnia 1997 roku. Konkurs prowadzili Alicja Resich-Modlińska, Maciej Orłoś i Artur Orzech. Wygrała grupa Total Touch z utworem „Somebody Else’s Lover”.

## Eliminacje polskie
| Lp. | Język  | Wykonawca           | Tytuł                                                  | Miejsce | Punkty |
| --- | ------ | ------------------- | ------------------------------------------------------ | ------- | ------ |
| 01  | polski | Robert Gawliński    | „Długi spacer”                                         | 3       | 2      |
| 02  | polski | Justyna Steczkowska | „Za dużo wiesz”, „Dziewczyna Szamana”, „Kici kici maj” | 2       | 16     |
| 03  | polski | Natalia Kukulska    | „Im więcej Ciebie, tym mniej”                          | 1       | 22     |
| 04  | polski | Budka Suflera       | „Takie tango”                                          | 1       | 22     |

## Finał (dzień międzynarodowy)
|    | Kraj            | Język     | Wykonawca             | Tytuł                         | Miejsce | Punkty |
| -- | --------------- | --------- | --------------------- | ----------------------------- | ------- | ------ |
| 01 | Polska          | polski    | Natalia Kukulska      | „Im więcej Ciebie, tym mniej” | 2       | 38     |
| 02 | Polska          | polski    | Budka Suflera         | „Takie tango”                 | 5       | 12     |
| 03 | Holandia        | angielski | Total Touch           | „Somebody Else’s Lover”       | 1       | 42     |
| 04 | Irlandia        | angielski | Naimee Coleman        | „Sometimes”                   | 3       | 30     |
| 05 | Wielka Brytania | angielski | Katrina and the Waves | „Love Shine a Light”          | 4       | 22     |

|                                                            |                         | Głosy w finale |          |                 |    |    |
| PUNKTY                                                     | Polska                  | Holandia       | Irlandia | Wielka Brytania |    |    |
| Uczestnicy                                                 | Polska Natalia Kukulska | 38             | 12       | 10              | 8  | 8  |
| Uczestnicy                                                 | Polska Budka Suflera    | 12             | 4        | 2               | 2  | 4  |
| Uczestnicy                                                 | Holandia                | 42             | 10       | 12              | 10 | 10 |
| Uczestnicy                                                 | Irlandia                | 30             | 8        | 8               | 12 | 2  |
| Uczestnicy                                                 | Wielka Brytania         | 22             | 2        | 4               | 4  | 2  |
| Kraje w tabeli są uporządkowane w kolejności występowania. |                         |                |          |                 |    |    |